# Gwen Stacy
Gwendolyn Maxine „Gwen” Stacy – fikcyjna postać z komiksów wydawanych przez Marvel Comics. Najczęściej pojawiała się na łamach komiksów o Spider-Manie. Jest pierwszą prawdziwą miłością Petera Parkera oraz przyjaciółką i rywalką Mary Jane Watson do serca chłopaka.

## Historia
Postać została stworzona przez Stana Lee i Steve'a Ditko w 1965 roku. Pierwszy raz pojawiła się w The Amazing Spider-Man #31. Zabita w The Amazing Spider-Man #121 przez Green Goblina, który zrzucił ją z mostu Jerzego Waszyngtona. Marvel uznał, że jej śmierć ma być stałym punktem w czasie tj. nie można tego zmienić, ani wskrzeszać Gwen. Bohaterka jednak powracała np. w crossoverze Ród M przedstawiającym inną rzeczywistość, w której każdemu superbohaterowi wiedzie się jak najlepiej i niczego nie traci.

## Adaptacje
Postać była grana przez Bryce Dallas Howard w filmie Spider-Man 3 oraz przez Emmę Stone w filmach Niesamowity Spider-Man i Niesamowity Spider-Man 2. W pełnometrażowym filmie animowanym Spider-Man Uniwersum oraz jego kontynuacji jej postać zdubbingowana została przez Hailee Steinfeld.
W telewizji pojawiła się w serialach Spider-Man z głosem Mary Kay Bergman oraz w The Spectacular Spider-Man, gdzie zdubbingowała ją Lacey Chabert.